# パクス・シリアーナ
パクス・シリアーナまたはパクス・シリアナ（ラテン語：Pax Syriana、アラビア語：السلام السوري ）とは、ラテン語で「シリアによる平和」を意味するパクス・ロマーナをもじった史学上の用語であり、西アジアにおける国際関係論にて用いられ、通常は近隣諸国、特にレバノンに影響を及ぼすためのシリアによる取り組みに関連する用語である。レバノン内戦が終結した1990年からレバノンの首相であったラフィーク・ハリーリーが暗殺される2005年まで、主にシリアが15年間にわたってレバノンを支配した時代を指してこう呼ばれる。パクス・シリアーナの背後にある考えは、オスマン帝国の分割やフランスによる委任統治を経たシリアが外交や軍事力を通じ、レバノンにおける平和を保障するために必要な同盟国であることにより、アメリカ合衆国のための役割を獲得できるという点にある。

## より最近における用語の適用性
その後1976年のタイム誌には、レバノン内戦（1975年〜1990年）の初期に停戦を強制しようとしたシリア側の努力に言及する記事が掲載された。近年では、1990年から2005年にかけてレバノン国内の紛争が減少した時期を指すために用いられるが、大抵はその地域におけるシリアの覇権と軍事支配によるものと見なす。それはレバノン内戦鎮圧後の比較的穏やかな状態、すなわちシリアがレバノンを併合または平和化する意図を有しているという示唆に重点を置いて使用される可能性もある。

### シリア軍の進駐

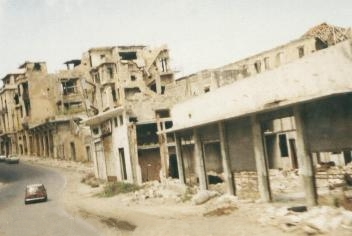
内戦で荒廃したベイルート市街（1978年4月）

シリア軍は、1982年のレバノン戦争以来追放されていたベイルート西部に初めて進攻し、レバノン軍や警察と協力したおよそ500人のシリア兵がバリケードの撤去や民兵事務所の閉鎖、兵器の収集に当たった。しかし1987年2月中旬、今度はシリアの協力者と見なされていたレバノンのドゥルーズ派とレバノンのシーア派民兵の間で、ベイルート西部における新たな一連の戦闘が勃発した。目撃者によると、この戦闘はシリアが双方に供給したソビエト連邦製のT-54戦車を使った民兵との12年間の戦争のなかで、他に類を見ない激戦だったという。5日間の戦闘で推定700人の犠牲者を出し、西ベイルートの大部分を火の海にした。
シリアはベイルート西部の混乱を食い止めるための断固たる行動をとり、1982年にイスラエルに追放されたレバノン地域における覇権を再び課す機会を得た。2月22日になると、レバノン東部から2個旅団と1個大隊を編成して7500人の軍隊を派兵した。シリア軍はそのほとんどがベテランのコマンド部隊であり、約70の民兵事務所を閉鎖して民兵指揮官を逮捕し、武器の隠匿場所を差し押さえた。そのほか、幹線道路沿いやベイルート国際空港への部隊展開、検問所の設置、街頭のパトロール部隊を派遣するなどをした。
シリア軍はベイルートの秩序回復のために武力行使を辞さず、その治安作戦の最初の2日間で、様々な民兵のレバノン人約15人を射殺した。2月24日には、シーア派の拠点バスタ地区にシリア軍のコマンド部隊を満載した十数台のトラックが入り、ヒズボラの本部であるファタラ（Fathallah）兵舎を攻撃して18人のヒズボラ過激派を殺害した。
4月中旬のシリア軍はベイルート南部に部隊を展開した。約100人のコマンド部隊はレバノン軍第6旅団の兵士らと共闘、ベイルートとレバノン南部を結ぶ戦略的な海岸道路沿いの要所を占拠し、サイダ付近のアワリ川の橋を支配した。
1987年半ばまでに、シリア軍は長期滞在のためベイルートに長く留まったと見られる。レバノンの無秩序状態はシリア当局から自国の安全保障にとって容認できないリスクと見なされ、シリア政府としても必要であればベイルートを永久に占領する用意があるようであった。在レバノンのシリア軍司令官ガジ・カナーン准将は、レバノンの民兵支配は終了したとし、シリアの介入は 「開放的」 だと述べ、シリアによるベイルート西部の無期限占拠を仄かした。一方シリア当局者は、安定を確保するために数千人のシリア軍がベイルートにおそらく追加派兵されると示唆した。カナーンは、シリアが西ベイルートの外国大使館の安全に全責任を負うと宣言し、大使らの帰国を勧めた。彼はまた、レバノンのテロリストによって拘束されている西側の人質の解放を保証するために、シリアが可能な限りの努力を果たすとも約束した。

### シリアによる実効支配
その後レバノンでは、1989年のターイフ合意にて当事者間での停戦に向けた動きが進められるとともに、治安維持やイスラエルに対する牽制を名目とするシリア軍の2年間に及ぶ駐留、そしてその後に駐留延長を再協議する旨が定められた。しかし、当時のレバノン軍司令官ミシェル・アウンはこのシリア軍支配に反発し、解放戦争を引き起こして最後の抗戦を試みた。1年半にわたる戦闘後、彼の軍がシリア側に鎮圧されたことで内戦は名実ともに終結した。 レバノン独立から内戦勃発までの「第1共和制」に対し、パクス・シリアーナ以降の政治体制は「第2共和制」と呼称される。

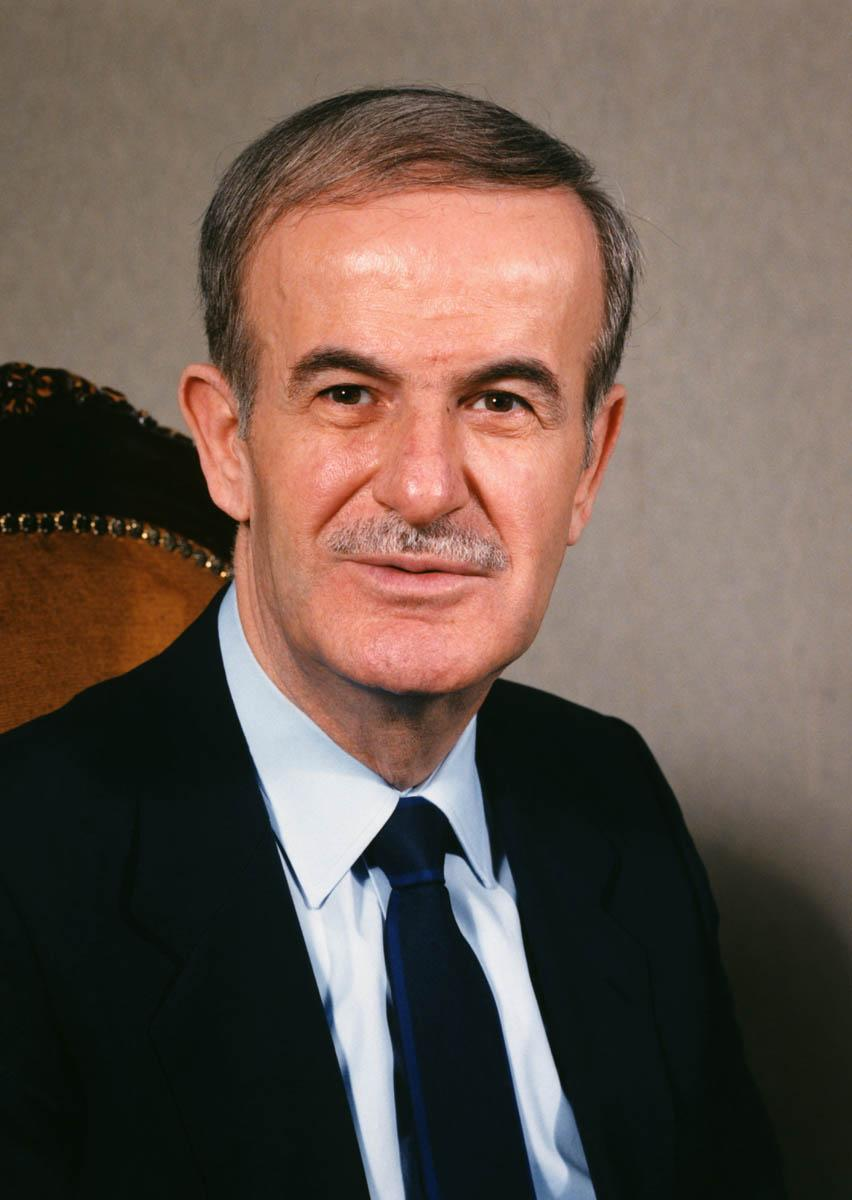
パクス・シリアーナを創出したハーフィズ・アサド

同じころ、シリアの支援国であったソ連がペレストロイカを実行していたことから西側陣営への接近を余儀なくされていたシリアは、イラクによるクウェート侵攻の後、アメリカに対しイラク攻撃を支援する約束を取り付けた。その見返りとしてレバノン駐留を黙認されたシリアはその後も引き続いて多くの部隊展開が可能となり、解放戦争が終わった10月13日にレバノンに進軍し、イスラエルが占領していた南部以外をほぼ手中におさめることができた。また、テロ組織として名高いヒズボラも、シリア側によって南部を除く地域にて武装解除と統制が進められたことや、ルーホッラー・ホメイニーの死去と支援国であったイランの穏健化による軍事・財政支援の停止、そしてイラン側がシリアによるヒズボラの支配を認めたことなどから、レバノン国内の治安安定化が進展していった。政党として政治参加したヒズボラは反イスラエル路線を示すことで一定の支持を得ていった一方、シリア側は選挙への介入によってヒズボラの過度な台頭を抑制した。
シリア統治期におけるレバノン政府の意思決定の多くは、シリアの大統領であるハーフィズ・アル＝アサド（2000年からはバッシャール・アル＝アサド）とその指示を受けたシリア軍によるものであった。シリア側は、レバノン政治において擁立した多数の政党や宗派を越えた調整役を果たした一方、レバノンの政治家らにもシリアとの関係進展を目指す動きが見られ、そうした政党が勢力を伸ばすようになった。
このようにして、ハフィーズ・アサド政権下では概して安定しながら推移したレバノン情勢だったが、2000年にバッシャール・アサド政権が発足すると彼の意図によりレバノンの政党間で大きな格差が生じ、2004年にはレバノンの大統領エミール・ラフードの任期延長をめぐってシリア支配に対するレバノン国内の不満が噴出した。アサド大統領の「代理人」と呼ばれるほどの親シリア派であったラフードの続投が決まると、首相のラフィーク・ハリーリーはこの人事に反発し、野党政治家らも反シリアデモを一斉に開始した。さらにはアメリカやフランス、サウジアラビアなども国際連合安全保障理事会決議1559号を通じて公正な大統領選挙や民兵組織の完全武装解除を求め、シリアの内政干渉を咎めるようになった。
レバノン国内の緊張が増すなかの2005年2月14日、ついに元首相のハリーリーが暗殺され、
これをシリアまたは親シリア派の犯行とみなした諸外国やレバノン国民がシリアを強く批難した。「杉の革命」と呼ばれるデモの発生を受けたアサド政権はついにシリア軍の撤兵を宣言し、4月26日までに撤収したことで15年にわたるこの時代は幕を閉じた。その後のレバノンではヒズボラが台頭し始め、2006年のイスラエルによる侵攻や親シリア派と反シリア派の対立激化により、再び内戦状態に陥ってしまった。

## その他の用法
2005年にアメリカが製作した映画『シリアナ』のタイトルは、シンクタンクやロバート・ベアが用いたパクス・シリアーナという用語に明らかに着想を得ている。映画の宣伝用資料によると、「シリアナ」は「中東の仮想的再現性を表現するためにワシントンのシンクタンクによって用いられるまさに実在する用語」であり、ベアの『See No Evil』を原作としている。2005年11月のワシントン・ポストとのオンライン・ディスカッションにて、同作の映画監督スティーヴン・ギャガンは、「シリアナ」という用語を「自らの欲求に合うようあらゆる地域を作り変えたいという、人の永遠の希望を表す偉大な言葉」 とみなしていると述べた。